# Pirithoicus ramachendrai
Pirithoicus ramachendrai är en insektsart som först beskrevs av Bolívar, I. 1918.  Pirithoicus ramachendrai ingår i släktet Pirithoicus och familjen gräshoppor. Inga underarter finns listade i Catalogue of Life.